# José de los Santos Mardones
José de los Santos Mardones (San Felipe, 1786 - Santiago de Chile, 11 de noviembre de 1864) fue un militar chileno.
Nació en San Felipe a fines del siglo XVIII. Con el grado de capitán estuvo en la batalla de Maipú y también en campañas militares en el Alto Perú y en Argentina.
El 18 de diciembre de 1848, en calidad de Gobernador del Territorio de Magallanes, funda la ciudad de Punta Arenas, hoy capital de la XII Región de Magallanes y de la Antártica Chilena y ciudad más poblada de la Patagonia Chilena.
Los primeros que llegaron fueron los colonos chilotes de Fuerte Bulnes, a las márgenes del río del Carbón, hoy, de las Minas.
El gobernador de Fuerte Bulnes, coronel, José de los Santos Mardones, advirtió que el pequeño poblado, fundado en 1843, fue situado en una zona que no tenía posibilidades de expansión futura. Fue así como decidió explorar nuevos terrenos, llegando a la actual ubicación de Punta Arenas, fundando la ciudad a orillas del Estrecho de Magallanes.
El pequeño poblado tenía sólo una calle: María Isabel. Hoy se llama Magallanes, siendo la vía más antigua de la ciudad. En torno a esa calle, el coronel Mardones, ordenó levantar casas, el hospital, la residencia del cura párroco, la casa del capataz del ganado y el cuartel de la Compañía de Artillería que cuidaba a los relegados y presos de la pequeña colonia penal de Punta Arenas. También se construyó el edificio de la gobernación que tenía 26 dependencias y un patio central, a la usanza de las construcciones coloniales españolas.
José de los Santos Mardones, fue el tercer gobernador que tuvo el territorio de Magallanes, recibiendo el mando del mayor de Ejército, Pedro Silva.
Cuando se incendia el caserío de Fuerte Bulnes, el bergantín "Cóndor" de la Armada Nacional, al mando del marino Patricio Lynch, luego héroe de la Guerra del Pacífico, se encontraba en el Estrecho de Magallanes. Mardones y Lynch deciden realizar la mudanza de los colonos; unos por tierra y otros por mar. José de los Santos Mardones, fue gobernador del territorio de Magallanes hasta el 24 de abril de 1851, entregando el mando a Benjamín Muñoz Gamero fecha en la cual fue destinado a cumplir similar labor en la ciudad de Ovalle. Muere el 11 de noviembre de 1864, sus restos descansan en Santiago en la Iglesia de San Agustín.